# Phyllachora fici-beechyanae
Phyllachora fici-beechyanae är en svampart som beskrevs av Sawada 1942. Phyllachora fici-beechyanae ingår i släktet Phyllachora och familjen Phyllachoraceae.   Inga underarter finns listade i Catalogue of Life.